# Дипломатически мисии на Косово
Днес Косово е признато от 106 държави членки на Организацията на обединените нации.

## Европа
- Албания
  - Тирана (посолство) Газменд Пула
- Австрия
  - Виена (посолство) Сабри Кочмари
- Белгия
  - Брюксел (посолство) Илир Дуголи
- България
  - София (посолство) (от 2009)
- Хърватия
  - Загреб (посолство) (от 2009)
- Чехия
  - Прага (посолство) (от 2009)
- Франция
  - Париж (посолство) Мухамедин Кулаши
- Германия
  - Берлин (посолство) Вилсон Мирдита
  - Франкфурт (генерално консулство) (от 2009)
  - Щутгарт (генерално консулство) (от 2009)
- Италия
  - Рим (посолство) Алберт Пренкаи
- Северна Македония
  - Скопие (посолство) (от 2009)
- Черна гора
  - Подгорица (посолство) (от 2009)
- Нидерландия
  - Хага (посолство) (от 2009)
- Португалия
  - Лисабон (посолство) (от 2009)
- Словения
  - Любляна (посолство) (от 2009)
- Швеция
  - Стокхолм (посолство) (от 2009)
- Швейцария
  - Берн (посолство) Наим Мала
  - Женева (генерално консулство) (от 2009)
  - Цюрих (генерално консулство) (от 2009)
- Великобритания
  - Лондон (посолство) Мухамет Хамити

## Северна Америка
- САЩ
  - Вашингтон (посолство) Авни Спахиу
  - Ню Йорк (генерално консулство)

## Южна Америка
- Колумбия
  - Богота (посолство) (от 2009)

## Азия и Океания
- Австралия
  - Канбера (посолство)
- Япония
  - Токио (посолство) (от 2009)
- Саудитска Арабия
  - Рияд (посолство) (от 2009)
- Тайланд
  - Банкок (посолство)
- Турция
  - Анкара (посолство) Беким Сейдиу
- Обединени арабски емирства
  - Абу Даби (посолство) (от 2009)